# Entertainment Weekly
Entertainment Weekly (ponekad i EW) je američki tjedni časopis kojeg izdaje Time Inc., a pokriva područja filma, televizije, glazbe, Broadwajskog kazališta, knjiga i popularne kulture. Začetnik časopisa je David Morris, a prvi broj časopisa izdan je na dan 16. veljače 1990. Trenutačni glavni urednik je Henry Goldblatt, a sjedište časopisa je u New Yorku. Časopis je vrlo cijenjen u filmskoj industriji, jer je poznat po pisanju stručnih filmskih recenzija, ali ne na način kao što to pišu Variety ili The Hollywood Reporter. Entertainment Weekly se razlikuje od ostalih časopisa fokusiranih na filmske zvijezde i poznate osobe kao što su Us Weekly ili People, jer ne ističe posebno zvijezde već upućuje i informira čitatelje o mjestima na kojima se može dobro zabaviti.

## Povijest
Glavni ostvarivatelj (kreator) časopisa bio je Jeff Jarvis, na ideju Michaela Klingensmitha, koji je kao izdavač radio do listopada 1996. Umjesto televizijskog oglašavanja, Entertainment Weekly je prije sklapanja pretplata predstavio sebe kao vodiča kroz popularnu kulturu, filmove, glazbu i recenzije knjiga i videoigara. Također, naglasak je stavljen i na postmodernističku umjetnost uz osvrtanje na pop art, koji je ostavio tragova i u umjetnosti 20. stoljeća.
Prvi broj je izašao 16. veljače 1990. s istaknutom pjevačicom Kathryn Dawn Lang (skraćeno zvanu i k.d. lang). Cijena prvog broja iznosila je 1,95 američkih dolara ($) (ekvivalent današnjim 3,53$). Riječ entertainment (hrv. zabava) nije bila kapitalizirana do sredine 1992. godine, kada postaje zaštitni znak časopisa. Tijekom 2003. naklada časopisa iznosila je 1,7 milijuna primjeraka tjedno. U svibnju 2006. glavni urednik Rick Tetzeli uložio je i unaprijedio grafički dizajn, kako bi "zračio modernim izgledom".
1000. broj časopisa izašao je 4. srpnja 2008. godine, s uključenim popisom 100 najboljih filmova, televizijskih serija, glazbenih spotova, Broadwajskih predstava i tehnologije u proteklih 25 godina (1983. – 2008.). Za 1.001 broj EW je potpuno promijenio dizajn, sadržaj i font slova naglašavajući time novu promjenu koja nastupa nakon 25 godina.

## Kolumne
- Ono što morate imati (eng. The Must List) - kolumna na dvije stranice koja naglašava deset knjiga, filmova, pjesama ili stvari koje su toliko praktične ili zabavne da bi ih svaki čitatelj trebao imati.
- Prvi pogled (eng. First Look) - sa sloganom "Zavirite rano u hollywoodske zvijezde" na dvije stranice koja izvještava o filmskih snimanjima i glumcima izvan kamera.
- Hit popis (eng. The Hit List) - piše kritičar Scott Brown naglašavajući 10 najpopularnijih, najposjećenih ili najglamuroznijih događaja u tjednu. Začetnik kolumne je Jim Mullen, koji je tjedno opisivao i do dvadeset događaja, ali je njegov nasljednik Dalton Ross zadržao kraći oblik.
- Uvid u Hollywood (eng. The Hollywood Insider) - na jednoj stranici daje podatke o novostima iz svijeta glazbe, zabave i filma rasopoređenih u tri stupca.
- Stilsko izvješće  (eng. The Style Report) - stranica časopisa posvećena modi poznatih i slavnih osoba, s mnogo raznobojnih fotografija i ilustracija, te s vrlo malo teksta.
  - Lovac na stil (eng. Style Hunter) - izvještava o novostima u svijetu modne industrije i modnim novitetima.
- Zaslon (eng. The Monitor) - na dvije stranice izvještava o novostima iz života slavnih kao što su vjenčanja, bolesti, uhićenja, sudskih procesa i smrti. Osmrtnice znaju zauzeti i po polovincu stranice, a uzroci smrti ili bolesti se detaljno opisuju. Kod bolesti se posebna pažnja pridodaje i ovisnostima o drogi, alkoholu, kockanju i uzimanju lijekova.
- Završni rez (eng. The Final Cut) - kolumna koju je vodio nekadašnji novinar i dopisnik Mark Harris. Teme su osim završetka snimanja filmova i ostvarenjima kazališnih glumaca, bile i o gospoarskim problemima, štrajkovima u kulturi, Predsjednički izbori u Sjedinjenim Američkim Državama 2008. te analize kulturno-povijesnih manifestacija.
- Binge Thinking (može se prevesti kao teško, zamorno razmišljanje)[11] - kolumna koju je pisala scenaristica i redateljica Diablo Cody pisala filmske recenzije, u čemu se posebno istakla i hvalila njezina receznija kanadskog filma Juno iz 2007. godine.
- Ako mene pitaš... (eng. If you ask me...) - začetnik ove kolumne je Paul Rudnick, koji je došao iz časopisa Premiere u Entertainment Weekly 2011.[12]

## Vanjske poveznice
- (engl.) Službena stranica